# AIM-9 Sidewinder
O AIM-9 Sidewinder é um míssil ar-ar orientado por radiação infravermelha de curto alcance, utilizado por vários caças. Deve o seu nome à cobra Sidewinder, com quem partilha o seu padrão de movimento. O Sidewinder foi o primeiro míssil ar-ar realmente eficaz, largamente imitado e copiado. As variantes mais modernas continuam ao serviço.
O Sidewinder é o míssil ar-ar mais utilizado no Ocidente, com mais de 110,000 unidades produzidas em 27 nações, excluindo os Estados Unidos. Foi construído em outros países (incluindo a Suécia, que o constrói sob uma designação local Rb24) mediante licenciamento específico. O AIM-9 é um dos mísseis ar-ar mais antigos, menos onerosos e mais bem sucedidos.
Diz-se que o objectivo da produção do Sidewinder original seria produzir um míssil eficaz e fiável com complexidade electrónica simples, equivalentes à de um rádio com componentes mecânicos de uma máquina de lavar, objectivos estes, atingidos nas primeiras versões.

## Desenvolvimento
Desenvolvido pela Marinha dos Estados Unidos nos finais da década de 1940, o Sidewinder introduziu muitas novas tecnologias que o tornaram mais simples e fiável que o seu concorrente da Força Aérea, o AIM-4 Falcon. Após as terríveis experiências com o Falcon na Guerra do Vietnam, a Força Aérea norte-americana substituiu os Falcon pelo Sidewinder.
A primeira grande vantagem do Sidewinder era a inclusão de um sistema de orientação/detecção bastante sofisticado. Durante a II Guerra Mundial os alemães fizeram experiências com sistemas teleguiados por infravermelhos no míssil de alto calibre Enzian, mas não o conseguiram implementar confiabilidade suficiente. O sistema usava um detector de infravermelhos montado num pequeno telescópio direccionável, e usava um mecanismo que, junto com o espelho, permitia detectar de que lado do centro se encontrava o alvo. O míssil seria guiado em direção ao alvo através de movimentos insistentes da fuselagem em direção ao telescópio. Esta técnica é conhecida como perseguição pura.
O Sidewinder foi melhorado em relação a este sistema em vários pontos. O primeiro foi a substituição do espelho direcionável por um sistema de um espelho rotativo em torno de um eixo apontado à parte da frente do míssil, com o detector fixado à sua frente. Em vez de tentar rastrear o alvo pelo espelho, o sensor IV veria o alvo em pequenos flashes, quando o espelho se alinhasse com o alvo. Sabendo onde estava o flash com o espelho rodando, a direção também podia ser conhecida. Para além disso, este sistema também permitia rastrear o ângulo em relação ao alvo de uma forma inteligente. Se o alvo se encontrasse para além do campo de vista, o flash capturado pelo sensor seria menor devido à maior taxa de movimento do espelho.
Por fim, este tipo de sinal tornou o sistema de rastreio mais simples e melhor. Em oposição ao alinhamento do míssil com o alvo (não eficiente), o sistema de orientação do Sidewinder consegue memorizar cada direção do flash e sua duração. Pela relação das mudanças a um zero absoluto, em vez das diferenças entre o ângulo do míssil e detector, o Sidewinder realiza assim um voo conhecido por perseguição proporcional, que se revelou muito mais eficaz.
Contudo, este sistema impõe que o míssil mantenha um ângulo fixo durante o voo. Se o míssil girar demais, o cálculo do tempo (baseado na velocidade de rotação do espelho) não terá precisão suficiente. As correções para o movimento giratório requer algum tipo de sensor que indique o sentido "para baixo" e adicione então as correções. Porém, os engenheiros do Sidewinder conseguiram contornar esta situação: superfícies de controle foram colocadas na traseira do míssil, com discos giratórios; a passagem de ar pelos discos fá-los girar a grande velocidade, e se o míssil tentar rodar sobre si, a força giroscópia do disco fará com que a superfície de controle seja direcionada para a corrente de ar, produzindo a correção. Curiosamente, a equipe do Sidewinder resolveu este problema do sistema de controle potencialmente complexo com apenas um pedaço de metal.

## Entrada ao serviço
O protótipo do Sidewinder, o XAAM-N-7 (mais tarde AIM-9A) foi disparado pela primeira vez em Setembro de 1953. A versão de produção original, designada AAM-N-7 (mais tarde AIM-9B), entrou ao serviço em 1956, e a partir daí começou a ser melhorado.
A primeira utilização deste míssil em combate foi em 1958 com a Força Aérea da República da China (ROC), em Taiwan. Nessa altura, a China estava envolvida em batalhas aéreas com a República Popular da China (RPC) sobre o Estreito de Taiwan. Os Estados Unidos da América disponibilizaram algumas unidades para as forças da ROC, que confirmaram a sua eficiência contra MiG-15s da RPC, trazendo um novo elemento no combate aéreo que, até então, era apenas desempenhado através de metralhadoras.

## Variantes
Nestas versões, uma das melhorias foi introduzida no modelo AIM-9L ("Lima"), em 1978. Este foi o primeiro Sidewinder capaz de atacar a partir de qualquer ângulo. O modelo seguinte, o AIM-9M ("Mike") mantém esta característica e introduziu melhorias nas contra-medidas de infravermelhos, optimização da capacidade de discriminação, e um motor optimizado. Estas modificações aumentam a capacidade de localizar e distinguir um alvo, e diminuem as probabilidades de ser detectado. O AIM-9M-7 foi uma modificação especial do AIM-9M em resposta a ameaças previstas no Golfo Pérsico.

## Características (AIM-9L)
- Comprimenro: 2,85 m (9 ft 4.2 in)
- Envergadura: 630 mm (24.8 in)
- Diâmetro: 127 mm (5 in)
- Peso: 91 kg (190 lb)
- Velocidade: Mach 2.5
- Alcance: 18 km (11.3 mi)
- Orientação: infravermelhos
- Ogivas: 9,4 kg (20.8 lb) (NT|annular blast-fragmentation|fragmentação anular)
- Fabricante: Raytheon Corporation; Ford Aerospace; Loral Corp.
- Preço: US$ 84.000